# Connor van den Berg
Connor van den Berg (Nieuwegein, 18 maart 2001) is een Nederlands voetballer die als keeper voor Willem II speelt. Van den Berg maakte op 12 september 2021 zijn debuut in de Eredivisie voor Willem II. Hij verving Jorn Brondeel die na 15 minuten een rode kaart kreeg.